# Coffee City
Coffee City é uma cidade  localizada no estado norte-americano do Texas, no Condado de Henderson.

## Demografia
Segundo o censo norte-americano de 2000, a sua população era de 193 habitantes.
Em 2006, foi estimada uma população de 206, um aumento de 13 (6.7%).

## Geografia
De acordo com o United States Census Bureau tem uma área de
16,9 km², dos quais 4,7 km² cobertos por terra e 12,2 km² cobertos por água.

## Localidades na vizinhança
O diagrama seguinte representa as localidades num raio de 16 km ao redor de coffee City.